# Colline d'Allen
La colline d'Allen, en anglais Hill of Allen (en irlandais, Cnoc Alúine, plus tôt Cnoc Almaine et aussi Hill of Almu) est une colline d'origine volcanique située dans l'ouest du comté de Kildare, en Irlande, à côté du village d'Allen.
Selon la mythologie irlandaise, c'est le siège du chasseur-guerrier Fionn Mac Cumhaill et des Fianna.
Le site appartient en partie à Roadstone Dublin Limited et l'exploitation de la carrière a bien changé l'aspect de la colline.

## Histoire
La colline est située au point le plus à l'est du Bog of Allen et c'est de la colline que la tourbière tire son nom.
Selon la légende, Fionn mac Cumhaill avait une forteresse sur la colline et a utilisé les plaines environnantes comme terrain d'entraînement pour ses guerriers.
En 722 apr. J.-C., la bataille d'Allen a eu lieu entre les Leinstermen (Laigin), dirigés par Murchad mac Brain Mut (roi du Leinster), et les forces de Fergal mac Máele Dúin (Haut Roi d'Irlande) à proximité de la colline.

## La tour
En 1859, Sir Gerard George Aylmer, le 9e baronnet de Donadea, a commencé la construction d'une tour circulaire au sommet de la colline. Elle a été achevée en 1863. La tour était une folie ; les noms des ouvriers sont inscrits sur les marches de l'édifice.
Lors de la construction de la tour, un grand cercueil contenant des ossements humains a été mis au jour, ils seraient ceux de Fionn mac Cumhaill. Ils ont été réinhumés sur le site,.

## La carrière
Depuis 2008, la majeure partie du site appartient à Roadstone Dublin Limited et une grande partie du côté ouest de la colline a été exploitée.
Un accord entre Roadstone Dublin Limited et Kildare County Council autorise l'exploitation de carrières (sous conditions) pendant une période de 50 ans à compter du 15 octobre 2008,.